# イマン・シャンパート
イマン・アサンテ・シャンパート（Iman Asante Shumpert、1990年6月26日 - ）は、アメリカ合衆国イリノイ州オークパーク出身のバスケットボール選手。ポジションは主にシューティングガード。

## 経歴

### 学生時代
イリノイ州の地元の高校では、エバン・ターナーの後輩だった。大学はクリス・ボッシュなどを輩出したジョージア工科大学に進学。3年生時に平均17.7点を記録し、ACCのオールディフェンシブチームの2ndチームに選出された。

### ニューヨーク・ニックス
シャンパートは2011年のNBAドラフトにエントリーし、全体17位でニューヨーク・ニックスから指名された。しかし、膝の怪我や慣れないポイントカードでのプレーなど、本領を発揮したとは言えず、2012年4月28日のプレーオフ1回戦のマイアミ・ヒート戦では、左膝の前十字靭帯を断裂する重傷を負ってしまった。
2012-13シーズンは、左膝の手術の影響で45試合の出場に止まり、出場時間も成績の前シーズンよりダウン。2013-14シーズンも平均6.7点に止まった。

### クリーブランド・キャバリアーズ
2015年1月6日、オクラホマシティ・サンダーも加わった三角トレードで、J・R・スミスと共にクリーブランド・キャバリアーズに移籍し、NBAファイナル進出に貢献。7月9日に4年4000万ドルで再契約。2015-16シーズンは開幕前に右手首を手術した為に開幕から欠場していたが、12月11日のオーランド・マジック戦でシーズン初出場を果たした。その後はシックスマンの役割をこなし、自身初のNBAチャンピオンを経験した。

### サクラメント・キングス
2018年2月8日、トレードでサクラメント・キングスに移籍した。

### ヒューストン・ロケッツ
2019年2月7日、トレードでヒューストン・ロケッツに移籍した。オフにFAとなった。

### ブルックリン・ネッツ
2019年11月13日、ドーピングで25試合の出場停止処分となったウィルソン・チャンドラーの代役としてブルックリン・ネッツと契約した。チャンドラーの出場停止処分が解けた12月12日、ネッツから解雇された。2021年1月31日、再びブルックリンネッツと契約した。

## NBA個人成績

### レギュラーシーズン
| シーズン | チーム | GP  | GS  | MPG  | FG%  | 3P%  | FT%  | RPG | APG | SPG | BPG | PPG |
| -------- | ------ | --- | --- | ---- | ---- | ---- | ---- | --- | --- | --- | --- | --- |
| 2011–12  | NYK    | 59  | 35  | 28.9 | .401 | .306 | .798 | 3.2 | 2.8 | 1.7 | .1  | 9.5 |
| 2012–13  | NYK    | 45  | 45  | 22.1 | .396 | .402 | .766 | 3.0 | 1.7 | 1.0 | .2  | 6.8 |
| 2013–14  | NYK    | 74  | 58  | 26.5 | .378 | .333 | .746 | 4.2 | 1.7 | 1.2 | .2  | 6.7 |
| 2014–15  | NYK    | 24  | 24  | 26.0 | .409 | .348 | .676 | 3.4 | 3.3 | 1.3 | .1  | 9.3 |
| 2014–15  | CLE    | 38  | 1   | 24.2 | .410 | .338 | .667 | 3.8 | 1.5 | 1.3 | .3  | 7.2 |
| 2015–16  | CLE    | 54  | 5   | 24.4 | .374 | .295 | .784 | 3.8 | 1.7 | 1.0 | .4  | 5.8 |
| 2016–17  | CLE    | 76  | 31  | 25.5 | .411 | .360 | .789 | 2.9 | 1.4 | .8  | .4  | 7.5 |
| 2017–18  | CLE    | 14  | 6   | 19.7 | .379 | .269 | .733 | 2.9 | 1.2 | .6  | .4  | 4.4 |
| 2018–19  | SAC    | 42  | 40  | 26.2 | .382 | .366 | .829 | 3.1 | 2.2 | 1.1 | .5  | 8.9 |
| 2018–19  | HOU    | 20  | 1   | 19.1 | .347 | .296 | .500 | 2.7 | 1.1 | .6  | .2  | 4.6 |
| 2019–20  | BKN    | 13  | 0   | 18.5 | .328 | .242 | .571 | 2.6 | .9  | .9  | .2  | 4.2 |
| Career   | Career | 459 | 246 | 25.0 | .392 | .338 | .764 | 3.3 | 1.8 | 1.1 | .3  | 7.2 |

### プレーオフ
| シーズン | チーム | GP | GS | MPG  | FG%  | 3P%  | FT%  | RPG | APG | SPG | BPG | PPG |
| -------- | ------ | -- | -- | ---- | ---- | ---- | ---- | --- | --- | --- | --- | --- |
| 2012     | NYK    | 1  | 1  | 19.0 | .000 | .000 | .000 | 1.0 | .0  | 1.0 | .0  | .0  |
| 2013     | NYK    | 12 | 12 | 28.1 | .410 | .429 | .857 | 6.0 | 1.3 | 1.1 | .3  | 9.3 |
| 2015     | CLE    | 20 | 16 | 34.8 | .360 | .355 | .750 | 4.9 | 1.2 | 1.3 | .8  | 9.1 |
| 2016     | CLE    | 21 | 0  | 17.3 | .462 | .382 | .636 | 2.2 | .8  | .5  | .1  | 3.3 |
| 2017     | CLE    | 17 | 0  | 16.2 | .417 | .385 | .824 | 2.8 | .9  | .6  | .2  | 4.4 |
| 2019     | HOU    | 8  | 0  | 13.6 | .385 | .364 | .250 | 1.5 | .3  | .1  | .0  | 3.6 |
| Career   | Career | 79 | 29 | 22.8 | .388 | .376 | .744 | 3.5 | .9  | .8  | .3  | 5.9 |

## プレースタイル
ルーキーシーズンはニックスにポイントガードが事実上不在だったこともあり、ジェレミー・リンが大ブレイクするまでボール運びを任されることもあったが、ゲームメイクが出来るだけの能力を兼ね備えているわけではない。ガードの選手に必要な3ポイントシュートを兼ね備えているものの、どちらかと言えばディフェンスで効力を発揮するタイプで、左膝の重傷を負ってからは、オフェンスの方は「積極性に欠けている」と評されることが多い。
ディフェンス面は高く評価されており、現在はニックスの球団社長を務めるフィル・ジャクソンからも絶賛され、クリーブランド・キャバリアーズ元HCのティロン・ルーも評価している。

## その他
- 無所属で迎えた2021年11月にダンス大会に出場し、決勝戦に進出したことが話題となった[8]。